# Municipio de Snyder (condado de Jefferson)
El municipio de Snyder (en inglés: Snyder Township) es un municipio ubicado en el condado de Jefferson en el estado estadounidense de Pensilvania. En el año 2000 tenía una población de 2.432 habitantes y una densidad poblacional de 22.5 personas por km².

## Geografía
El municipio de Snyder se encuentra ubicado en las coordenadas 41°16′00″N 78°48′59″O / 41.26667, -78.81639.

## Demografía
Según la Oficina del Censo en 2000 los ingresos medios por hogar en la localidad eran de $38,413 y los ingresos medios por familia eran de $41,632. Los hombres tenían unos ingresos medios de $34,844 frente a los $23,011 para las mujeres. La renta per cápita de la localidad era de $18,163. Alrededor del 3,0% de la población estaba por debajo del umbral de pobreza.